# 聖何塞阿卡滕帕

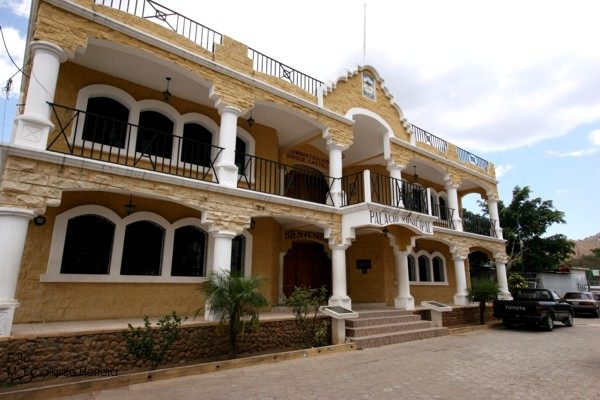

14°16′N 90°08′W / 14.267°N 90.133°W
聖何塞阿卡滕帕（西班牙語：San José Acatempa），是危地馬拉的城鎮，位於該國東南部，由胡蒂亞帕省負責管轄，面積68平方公里，海拔高度1,368米，2002年人口11,725，人口密度每平方公里172.43人。